# Georg Wegemann
Georg Wegemann (* 20. Juli 1876 in Itzehoe; † 20. April 1961 in Detmold) war ein deutscher Geograf.

## Leben
Nach der Promotion bei Otto Krümmel 1900 an der Christian-Albrechts-Universität zu Kiel und Habilitation 1907 in Kiel er war dort von 1913 bis 1921 Titularprofessor für Erdkunde und von 1921 bis 1940 außerordentlicher Professor.
Er war mit der Malerin Helene Lübbers-Wegemann verheiratet; die Ehe wurde jedoch 1941 getrennt.

## Schriften (Auswahl)
- Die Oberflächen-Strömungen des nordatlantischen Ozeans nördlich von 50° N-Br. Altona 1900.
- Das Brandes-, Boje-Francke- und Albert Franckesche Familienlegat nebst Verwandtschaftsnachweisen der dazu berechtigten Familien Junge, Bielenberg, Boje, Kirchhoff, Sommer u. v. a. m. In: Zeitschrift der Gesellschaft für Schleswig-Holsteinische Geschichte. Band 34 (1904), S. 1–133 (Digitalisat).
- Die Sturmfluten der westlichen Ostsee. In: Die Heimat. Monatsschrift des Vereins zur Pflege der Natur- und Landeskunde in Schleswig-Holstein, Hamburg und Lübeck und dem Fürstentum Lübeck. Bd. 21 (1911), Heft 9, September 1911, S. 212–218 (Digitalisat).
- Die Veränderung der Schleswig-Holsteinischen Ostseeküste. In: Die Heimat. Bd. 22 (1912), Nr. 11, November 1912, S. 265–270 (Digitalisat).
- Aufgaben und Ziele der schleswig-holsteinischen Landesforschung. In: Die Heimat. Bd. 24 (1914), Nr. 3, März 1914, S. 82–84 (Digitalisat).
- Die Veränderung der Größe Schleswig-Holsteins seit 1230. In: Zeitschrift der Gesellschaft für schleswig-holsteinische Geschichte. Bd. 45 (1915), S. 248–287 (Digitalisat).
- Die Bedeutung unserer schleswig-holsteinischen Moore. In: Die Heimat. Bd. 25 (1915), Heft 6, Juni 1916, S. 130–134 (Digitalisat).
- Zustände Schleswig-Holsteins nach dem Erdbuche Waldemars 1231. In: Zeitschrift der Gesellschaft für schleswig-holsteinische Geschichte. Bd. 46 (1916), S. 53–133 (Digitalisat).
- Die Volkszahl Schleswig-Holsteins seit dem Mittelalter. In: Zeitschrift der Gesellschaft für Schleswig-Holsteinische Geschichte, Bd. 47 (1917), S. 41–67 (Digitalisat).
- Die geschichtliche Urbevölkerung Schleswig-Holsteins. In: Die Heimat. Bd. 27 (1917), Heft 2, Februar 1917, S. 33–37 (Digitalisat).
- Die Seen Ostholsteins. Ihre Entstehung, Raumverhältnisse und Spiegelschwankungen. Kiel 1922, OCLC 256732377.
- Die schleswigsche Goldmark. In: Die Heimat. Bd. 32 (1922), Heft 8, August 1922, S. 151f. (Digitalisat).
- Die älteste Karte von Schleswig-Holstein. In: Die Heimat. Bd. 33 (1923), Heft 1, Januar 1923, S. 1–4 (Digitalisat).
- Die Volksdichte Schleswig-Holsteins im Mittelalter. In: Die Heimat. Bd. 33 (1923), Heft 7, Juli 1923, S. 132–134 (Digitalisat).
- Die Sammlung der Flurnamen Schleswig-Holsteins. In: Die Heimat. Bd. 34 (1924), Nr. 12, Dezember 1924, S. 289f. (Digitalisat).
- Grundzüge der mathematischen Erdkunde. Berlin 1926, OCLC 1022815172.
- Vorgeschichtliche Wohnstätten bei Eckernförde. In: Die Heimat. Monatsschrift des Vereins zur Pflege der Natur- und Landeskunde in Schleswig-Holstein, Hamburg, Lübeck und dem Fürstentum Lübeck. Bd. 38 (1928), Nr. 12, Dezember 1928, S. 270–273 (Digitalisat).
- Die Seen Nordelbiens. In: Die Heimat. Monatsschrift des Vereins zur Pflege der Natur- und Landeskunde in Nordelbingen. Bd. 46 (1936), Heft 8, August 1936, S. 228–234 (Digitalisat).
- Die Ahnen der hessischen Familie Schimmelpfeng in Erfurt. Kiel 1940, OCLC 492872975.